# Picanço-isabel

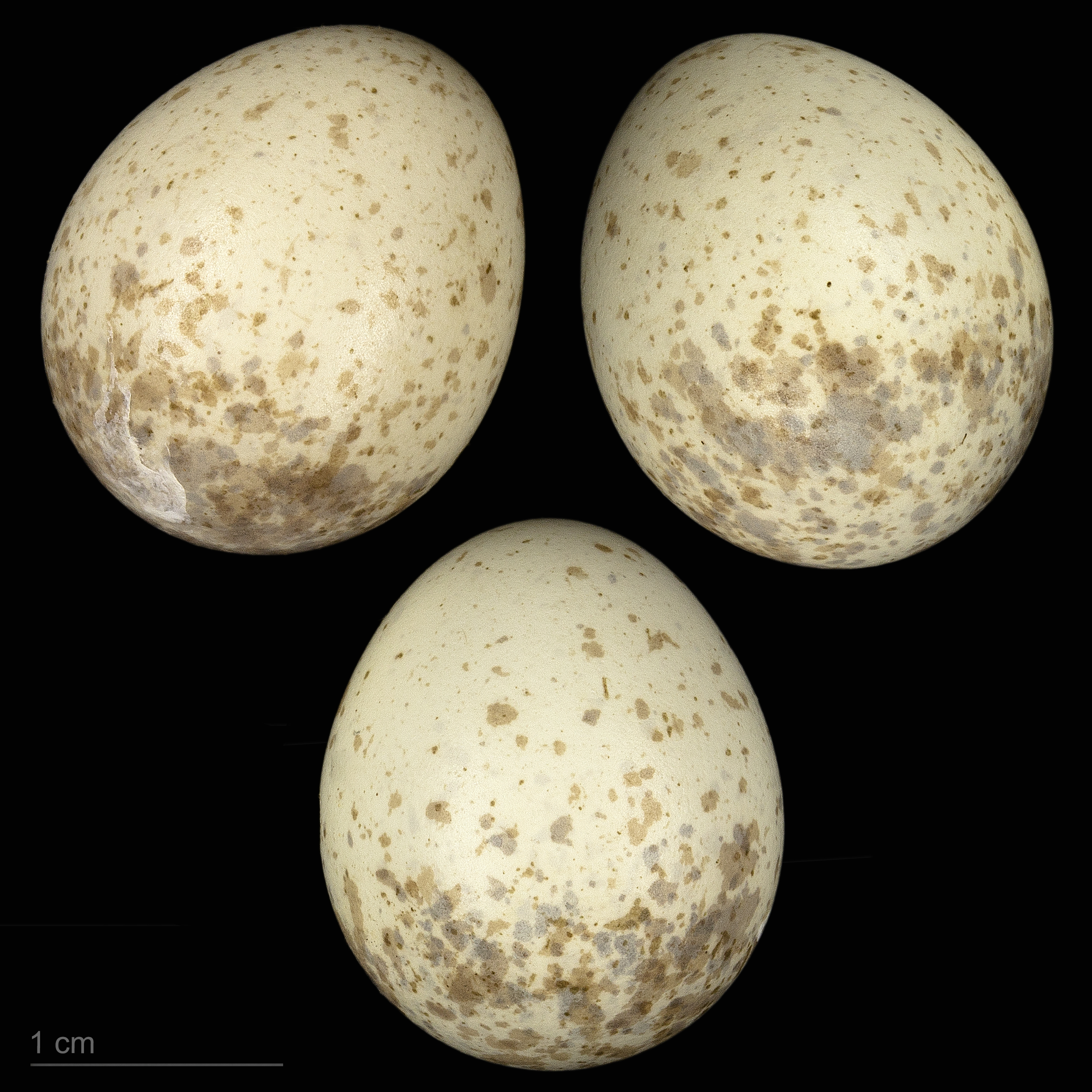
Lanius isabellinus phoenicuroides - MHNT

Picanço-isabel (nome científico: Lanius isabellinus) é uma espécie de ave passeriforme da família dos picanços encontrada principalmente na Ásia e África.